# Guilt Hulk
Guilt Hulk è un personaggio dei fumetti creato da Peter David e Dale Keown nel 1991 per i fumetti di Hulk, pubblicati dalla Marvel Comics. Il personaggio è raffigurato di solito come uno degli antagonisti del Gigante Verde, ed è apparso per la prima volta nel fumetto The Incredible Hulk Vol. 2, #377 come una rappresentazione malevola del perverso e violento padre di Bruce, Brian Banner, che si manifesta nei ricordi d'infanzia del protagonista.

## Biografia del personaggio
Una malvagia personalità alternativa del dottor Bruce Banner, Guilt Hulk incarna tutta la sua colpa, la sua vergogna e i suoi rimpianti. Esistendo nella mente di Bruce, l'entità cerca di manifestarsi e impazzire nel mondo reale.
Nella trama del 1991 in cui appare per la prima volta Guilt Hulk, Doc Samson impiega l'esperienza di Ringmaster con l'ipnosi nel tentativo di unificare lo stato mentale fratturato di Banner. Ciò consente a Banner di sperimentare aspetti della propria mente, compresi i ricordi d'infanzia, sia da un punto di vista oggettivo che partecipativo. Durante queste sessioni di ipnosi, Banner interagisce con le sue due personalità in guerra, Savage Hulk e Joe Fixit. Guilt Hulk si interferisce con il trattamento, tormentando Bruce e gli altri Hulk sostituendo il terribile padre di Bruce, i ricordi traumatici di Brian Banner. Affrontando la fonte della sua malattia mentale, Banner è in grado di bandire Guilt Hulk e causare l'emergere del Professore, una personalità più stabile inizialmente ritenuta essere una fusione di Banner, Savage Hulk e Fixit.
Guilt Hulk, che possiede un aspetto leggermente alterato, ritorna anni dopo mentre Banner sta morendo a causa della malattia di Lou Gehrig. Potenziato dal senso di colpa provato dal morente Bruce per la morte di Betty Ross, Guilt Hulk cerca di superare la mente di Banner, un processo reso più facile perché gli altri Hulk sono stati soppressi da Banner. Usando una macchina creata dalla neuroscienziata Angela Lipscombe, Banner entra nel suo subconscio e libera Fixit e il Professore, sebbene i due siano sconfitti da Guilt Hulk fino a quando Banner non cerca l'aiuto di Savage Hulk. Insieme, i tre riescono a sopraffare Guilt Hulk.
Quando Brian Banner viene rilasciato dall'inferno durante la trama di "Chaos War" (2010-2011), diventa una fusione di Guilt Hulk e Devil Hulk.

## Altre versioni
In un numero della miniserie a fumetti What If, il confronto iniziale di Banner con Guilt Hulk termina con lui che "uccide" l'entità stessa, il che lo porta a trasformarsi gradualmente nel Maestro.

## Poteri e abilità
Sebbene il Guilt Hulk non si sia manifestato nel mondo reale, nella mente di Banner era di dimensioni enormi, possedeva artigli e zanne ed era in grado di respingere altri due Hulk. Al suo debutto, Guilt Hulk era coperto di punte, poteva sputare fuoco e torturare Banner e le altre personalità attraverso i ricordi di Banner.